# Cookara
× Cookara (abreviado Cook en el comercio) es un híbrido intergenérico entre los géneros de orquídeas Broughtonia × Cattleya × Diacrium × Laelia. Fue publicado en Orchid Rev. 97(1149) cppo: 8 (1989).